# Thutmose II.
Thutmose II. (též známý jako Thutmosis II.) byl čtvrtým staroegyptským faraonem 18. dynastie, který vládl přibližně v letech 1492–1479 př. n. l. Během své vlády postavil několik menších monumentů a podnikl nejméně dvě menší válečné výpravy. Je pravděpodobné, že byl silně ovlivňován svojí sestrou a manželkou Hatšepsutou, která se po jeho smrti ujala vlády. Mumie faraona Thutmose II. byla objevena ve skrýši v Dér el-Bahrí, která se nachází nedaleko zádušního chrámu královny Hatšepsut, a v současné době je k vidění v Egyptském muzeu v Káhiře. Jeho hrobka byla nalezena v lokalitě Thébské nekropole západně od města Luxor.

## Rodina
Thutmose II. byl synem Thutmose I. a jeho vedlejší manželky Mutnofret. Aby Thutmose II. posilnil svůj nárok na trůn, oženil se svojí nevlastní sestrou Hatšepsutou, která byla dcerou Thutmose I. a jeho velké královské manželky Ahmose. V době svého nástupu na trůn pravděpodobně ještě nebyl dospělý, což by vysvětlovalo jeho neúčast na válečných výpravách proti povstalcům v Núbii a Levantě. Zároveň však nebyl tak mladý, aby nemohl zplodit potomka se svojí manželkou Hatšepsutou. Jejich dcerou byla princezna Nefrure. Mužského dědice trůnu, Thutmose III., mu porodila jeho vedlejší manželka Iset.
Někteří archeologové se domnívají, že Hatšepsut měla velkou moc již během vlády svého chotě. Podklady pro toto tvrzení spatřují v podobné domácí a zahraniční politice, kterou později praktikovala za své vlády, a v jejím prohlášení, že právě ona byla vybrána svým otcem Thutmosem I., aby se stala jeho nástupcem. Tuto teorii by mohly podporovat i některé nízké reliéfy nacházející se v Karnackém chrámu, které pocházely z období vlády Thutmose II. a zobrazovaly faraona se svojí manželkou a některé dokonce Hatšepsutu samotnou.

## Období a délka vlády

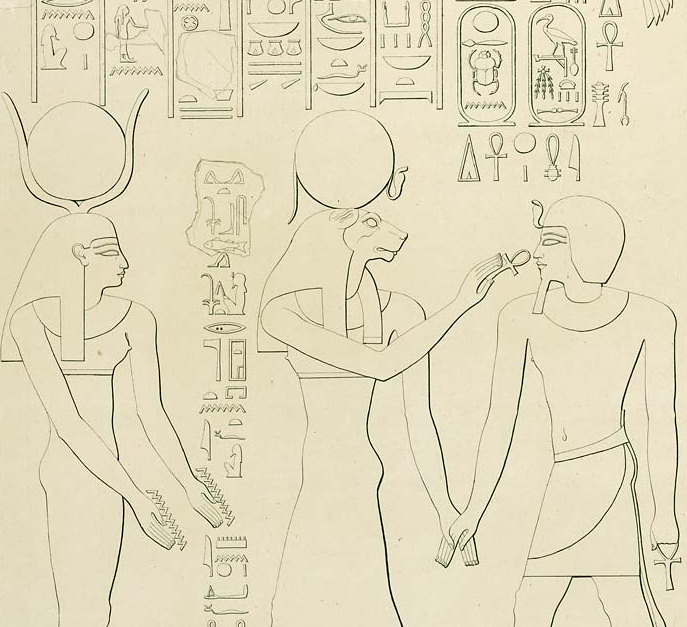
Kopie reliéfu z Karnaku, který zobrazuje Thutmose II. před bohyněmi Sachmet a Hathor

Kolem délky jeho panování panuje řada nejasností. Historik Manetho ve svých spisech nazýval Thutmose II. jménem „Chabron“, což bylo zřejmě odvozeno od jeho trůnního jména „Aacheperenre“, a připisoval mu vládu dlouhou třináct let. Tento údaj je však velmi sporný a mnozí egyptologové přisuzují Thutmosovi mnohem kratší období vlády. Nejvyšším doloženým datem jeho vlády je první rok, druhý měsíc období Achet, den 8, a studie z konce 20. století naznačují, že nevládl déle než tři roky. Na kratším období se shodují především z důvodu malého množství nalezených skarabů a monumentů. Období jeho vlády lze odvodit od pozorování heliaktického východu hvězdy Sirius, které proběhlo za vlády faraona Amenhotepa I. Thutmose II. tak pravděpodobně vládl v letech 1492 až 1479 př. n. l. nebo v letech 1513 až 1499 př. n. l. Odlišnost dat je způsobena tím, že není známé místo, odkud bylo pozorování prováděno. Je rovněž možné, že jeho nástup na trůn se konal o několik let dříve, neboť kolem délky vlády jeho předchůdce Thutmose I. rovněž panují spekulace. Mezi odborníky se však obvykle uvádějí roky 1493 či 1492 až 1479 př. n. l.

### Argumenty podporující kratší vládu
Mnozí egyptologové se domnívají, že Thutmose II. vládl mnohem kratší dobu, než je obvykle uváděno. Pro tuto teorii hovoří několik důkazů. První z nich se vztahuje k osobě architekta Ineniho, o kterém je známo, že žil ještě za Hatšepsutina regentství, avšak v době Thutmosova nástupu na trůn byl již v pokročilém věku. Dalším argumentem může být malé množství dochovaných písemných záznamů. K určení délky panovníkovy vlády se velmi často využívají právě monumenty, které nechal faraon za svého života postavit. To je však v tomto případě skoro nemožné, neboť jeho choť královna Hatšepsut si jejich velkou část po jeho smrti přivlastnila a nahradila jeho jméno svým. Naopak některé monumenty nesoucí jeho jméno mu byly věnovány jeho synem Thutmosem III. Kromě několika staveb v Semně, Kummě a na Elefantině nechal Thutmose II. postavit pouze jeden větší monument. Jedná se o vápencovou bránu v Karnaku, která se nacházela západně od čtvrtého pylonu. Avšak ani tato stavba nebyla dokončena za jeho života, nýbrž na počátku vlády Thutmose III. Brána byla za vlády Amenhotepa III. rozebrána a její bloky posloužily ke stavbě třetího pylonu. V roce 1987 představil francouzský egyptolog Luc Gabolde studii, která porovnávala množství nalezených skarabů pocházejících z období vlády Thutmose I., Thutmose II. a královny Hatšepsut. Tito skarabové dokumentují tehdejší dění lépe než mnohem větší monumenty, které byly častokrát uzurpovány jinými vládci. Skarab byl naproti tomu malý a poměrně nevýznamný, a proto nemělo pro pozdější vládce příliš velký smysl si jej přivlastňovat. Předpokládá se, že královna Hatšepsut vládla dvacet jedna let a devět měsíců a Thutmose I. přibližně dvanáct let a devět měsíců. Gabolde ve své analýze zdůraznil malý počet nalezených skarabů patřících právě Thutmosovi II. Podle starší studie, kterou prováděl anglický egyptolog Flinders Petrie, bylo zaznamenáno 86 skarabů patřících Thutmosovi I., 19 Thutmosovi II. a 149 Hatšepsutě. Podle novějšího výzkumu je rozdíl ještě větší – 241 skarabů nesoucí jméno Thutmose I., 463 se jménem královny Hatšepsut a pouze 65 patřících Thutmosovi II. Na základě tohoto nízkého množství lze usoudit, že vláda Thutmose II. trvala mnohem kratší dobu, než je obvykle uváděno. Podle Gabolda tak mohl Thutmose II. vládnout pouze tři roky.

### Argumenty podporující delší vládu
Thutmosovi je tradičně přičítána vláda trvající třináct či čtrnáct let. Z objevené autobiografie architekta Ineniho nelze vyvodit jednoznačný závěr. Část tohoto textu by mohla být interpretována tak, že král vládl pouze krátce, avšak rovněž je zde faraon nazýván jako „jestřáb v hnízdě“, což by naznačovalo, že byl pravděpodobně v době svého nástupu na trůn ještě dítětem. Vzhledem k tomu, že musel žít dost dlouho na to, aby se stal otcem dvou dětí, je pravděpodobnější delší období vlády. Německý egyptolog Jürgen von Beckerath využívá tento argument k obhajobě zhruba třináctileté vlády Thutmose II. Alan Gardiner při podpoře této teorie zmínil monument z 18. roku Thutmosovy vlády, který objevil Georges Daressy v roce 1900. Jeho přesná poloha však zůstala neznámá. Tento nápis je však obvykle přičítán královně Hatšepsut, která zcela určitě vládla nejméně osmnáct let. Rok 18 byl rovněž objeven na fragmentu nápisu, který patřil jistému egyptskému úředníkovi. Podle von Beckeratha bylo v textu původně jméno Aacheperenre Thutmose, které nechala královna Hatšepsut přepsat na své trůnní jméno Maatkare. Zajímavostí je, že královna Hatšepsut oslavila svátek sed (královské jubileum, které panovník slavil při příležitosti třicátého roku od svého nástupu na trůn) již v šestnáctém roce své vlády. Podle von Beckeratha by to mohlo znamenat, že Hatšepsuta slavila tento svátek při příležitosti třiceti let od úmrtí jejího otce Thutmose I. Pokud by tato domněnka byla správná, znamenalo by to, že období mezi smrtí Thutmose I. a počátkem Hatšepsutiny vlády by trvalo přibližně třináct až čtrnáct let, což by se shodovalo s předpokládanou delší vládou Thutmose II.

## Válečné výpravy
Poté, co Thutmose II. nastoupil na trůn, propuklo v Kuši povstání, které však nebylo příliš významné. Cílem povstalců bylo využít změny na egyptském trůně k vymanění se z egyptského područí. Núbie se dostala pod nadvládu Egypťanů za vlády Thutmose I., který si jí během svých válečných výprav celou podmanil. Rebelové z Chenthenneferu během povstání zajali egyptské kolonisty a uvěznili je v pevnosti, kterou nechal postavit Thutmose I. Z důvodu nízkého věku se faraon této výpravy nejspíše nezúčastnil a velení přenechal generálům, kteří dříve sloužili v armádě jeho otce. Vojenská výprava proběhla v prvním roce Thutmosovy vlády a byla velmi rychlá a brutální. Zmínky o ní byly objeveny na skalní stéle v Sáhelu. Záznamy z této stély hovoří o nelítostném vyvraždění všech povstalců a jediným přeživším měl být syn vládce Kuše, který byl následně převezen jako rukojmí do Egypta.
Zmínka o další válečné výpravě pochází z pohřebního nápisu, který byl objeven v hrobce Ahmose Pennechbeta. Podle tohoto textu přivedl Thutmose II. do Egypta velké množství „Šasu“ jako válečné zajatce. Označení Šasu se však vztahovalo jak na obyvatele Núbie, tak i na lid z Kanaánu. Mohlo se tedy jednat o bitvu proti beduínům žijícím na Sinaji. Pravděpodobně se jednalo o menší výpravu, která mohla podle německého egyptologa Kurta Setheho směřovat až do Nije v Sýrii, což bylo místo, kde Thutmose I. při svém návratu z válečného tažení od řeky Eufrat lovil slony. Je tedy možné, že bitva proti Šasu nebyla cílem výpravy, ale jednalo se pouze o konflikt během cesty do Sýrie. Avšak existuje možnost, že zmínka o této výpravě pouze odkazuje na válečné tažení do Núbie, které Thutmose II. podnikl během prvního roku své vlády. Jelikož hrobka Ahmose Pennechbeta vznikla až několik desetiletí po smrti Thutmose II., je možné, že texty v ní vytesané obsahují řadu nepřesností.

## Mumie

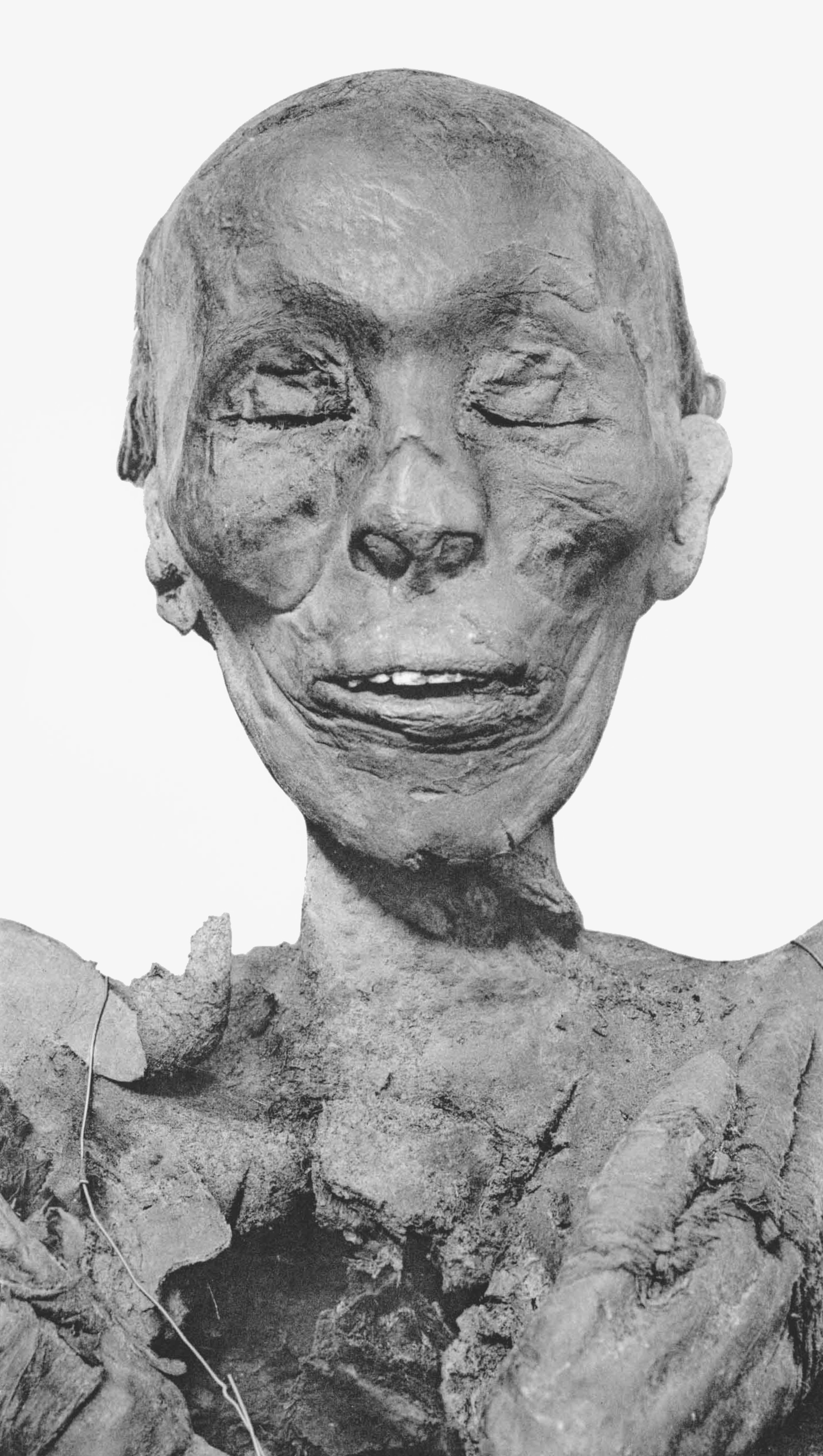
Mumie Thutmose II.

Mumie Thutmose II. byla objevena v roce 1881 ve skrýši v Dér el-Bahrí. V této hrobce byly rovněž nalezeny ostatky dalších faraonů z období Nové říše. Jednalo se například o Ahmose I., Amenhotepa I., Thutmose I., Thutmose III., Ramesse I., Sethiho I., Ramesse II. či Ramesse IX. Těla faraonů byla na toto místo přenesena během 21. dynastie. O přesun se postarali thébští kněží, kteří chtěli tímto krokem ochránit mumie před řáděním vykradačů hrobek. Poloha původní hrobky Thutmose II. byla dlouho neznámá. Až v únoru 2025 bylo známeno, že hrobka C4, objevená v roce 2022 v Thébské nekropoli, patří faraonu Thutmoseovi II., ačkoli byla původně považována za hrobku jedné z jeho manželek.
Thutmosova mumie byla rozbalena 1. července 1886 francouzským egyptologem Gastonem Masperem. Při jejím ohledání byla zjištěna velká podobnost s mumií Thutmose I., neboť obličej a tvar lebky byl velmi podobný. Jeho tělo vykazovalo známky značného poškození, které bylo způsobeno starověkými vykradači hrobek. Jeho levá ruka byla od těla oddělena v ramenním kloubu a předloktí v loketním kloubu. Pravá ruka byla useknutá pod loktem. Dále byly porušeny břišní stěny a množství jeho žeber bylo polámaných. Toto poničení faraonových ostatků bylo pravděpodobně způsobeno sekerou. Rovněž jeho pravá noha byla oddělena od těla. Všechna tato zranění vznikla až po smrti, přesto jeho tělo vykazuje známky toho, že neměl snadný život. Gaston Maspero se k tomu vyjádřil následovně:
„Thutmose II. sotva dosáhl věku třiceti let, když podlehl nemoci, jejíž stopy nezakryl ani proces balzamování. Jeho kůže je drsná a zjizvená, horní část lebky je holá; tělo je hubené a poněkud scvrklé a zdá se, že postrádal vitalitu a sílu.“

## Jméno a královské tituly
|             |     |     |
| \| \| \| \| |     |     |
|             |     |     |
| G26         | F31 | S29 |

| G26 | F31 | S29 |

|             |     |     |
| \| \| \| \| |     |     |
|             |     |     |
| G26         | F31 | S29 |

| G26 | F31 | S29 |

|             |     |     |
| \| \| \| \| |     |     |
|             |     |     |
| G26         | F31 | S29 |

| G26 | F31 | S29 |

|             |     |     |
| \| \| \| \| |     |     |
|             |     |     |
| G26         | F31 | S29 |

| G26 | F31 | S29 |

|                |     |    |     |
| \| \| \| \| \| |     |    |     |
|                |     |    |     |
| N5             | O29 | L1 | D28 |

| N5 | O29 | L1 | D28 |

|                |     |    |     |
| \| \| \| \| \| |     |    |     |
|                |     |    |     |
| N5             | O29 | L1 | D28 |

| N5 | O29 | L1 | D28 |

|                |     |    |     |
| \| \| \| \| \| |     |    |     |
|                |     |    |     |
| N5             | O29 | L1 | D28 |

| N5 | O29 | L1 | D28 |

|                |     |    |     |
| \| \| \| \| \| |     |    |     |
|                |     |    |     |
| N5             | O29 | L1 | D28 |

| N5 | O29 | L1 | D28 |

| E1 · D40 | F12 | S29 | F9 · F9 |

| E1 · D40 | F12 | S29 | F9 · F9 |

| G16 | R8 | M23 | M17 | M17 | X1 · Y1 |

| G16 | R8 | M23 | M17 | M17 | X1 · Y1 |

| G8 | S42 | L1 | G43 | Y1 · Z2 |

| G8 | S42 | L1 | G43 | Y1 · Z2 |